# Hisataka Okamoto
Hisataka Okamoto (岡本 久敬, Okamoto Hisataka, 14 december 1933) is een Japans voormalig voetballer die als aanvaller speelde.

## Japans voetbalelftal
Hisataka Okamoto debuteerde in 1955 in het Japans nationaal elftal en speelde 5 interlands.

## Statistieken
| Japans voetbalelftal | Japans voetbalelftal | Japans voetbalelftal |
| Jaar                 | Wed.                 | Dlp.                 |
| -------------------- | -------------------- | -------------------- |
| 1955                 | 5                    | 0                    |
| Totaal               | 5                    | 0                    |